# 5275 Zdislava
5275 Zdislava este un asteroid care intersectează orbita planetei Marte.

## Descriere
5275 Zdislava este un asteroid care intersectează orbita planetei Marte. El prezintă o orbită caracterizată de o semiaxă mare de 2,20 ua, o excentricitate de 0,26 și o înclinație de 6,1° în raport cu ecliptica.